# Louis Ségura

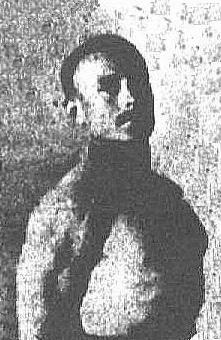
Louis Ségura en 1910.

Louis Ségura (Sidi Bel Abbes, 23 de julio de 1889 - 1963) era un gimnasta francés que participó en los eventos de gimnasia artística.
Ségura es titular de dos medallas olímpicas, que ganó en dos ediciones diferentes. Al principio, en los Juegos Olímpicos de Londres 1908, compitió en la competencia en la categoría individual, le fue medallista de bronce, después de haber sido superado por el italiano Alberto Braglia, ganador de la prueba, y el británico Walter Tysall. Cuatro años más tarde, en los Juegos Olímpicos de Estocolmo 1912, volvió a jugar el evento de competencia abierta, que entró como subcampeón, derrotado nuevamente por Alberto Braglia.